# Mad Mission 2
Série
Mad Mission
(1982) Mad Mission 3: Our Man from Bond Street
(1984)
Pour plus de détails, voir Fiche technique et Distribution.
Mad Mission 2 (最佳拍檔之大顯神通, Zui jia pai dang 2: Da xian shen tong) est un film hongkongais réalisé par Eric Tsang, sorti en 1983.

## Synopsis
Sam est de nouveau poursuivi par la mafia pour vol de diamants. Cette fois-ci le FBI est de la partie.

## Commentaire
- Parodie de James Bond.

## Fiche technique
- Titre : Mad Mission 2
- Titre original : 最佳拍檔之大顯神通 (Zui jia pai dang 2: Da xian shen tong)
- Titre français : Mission Super Casse / La Folle Équipée
- Réalisation : Eric Tsang
- Scénario : Raymond Wong Pak-ming
- Production : Karl Maka et Dean Shek
- Musique : Teddy Robin
- Photographie : Kevan Lind et Arthur Wong
- Montage : Tony Chow
- Décors : Oliver Wong et Nansun Shi
- Pays :  Hong Kong
- Genre : Action, comédie
- Durée : 100 minutes
- Format : couleurs - Son : mono - 2.35:1
- Budget :
- Date de sortie : 1983

## Distribution
- Sam Hui : Sam
- Karl Maka : Cody Jack
- Sylvia Chang : Atung (Mme Cody Jack)
- Hector Britt
- Charlie Cho : Wong
- Cho Tat-wah : Hua
- Joe Dimmick
- Yasuaki Kurata : Bull
- Billy Lau : le tueur
- Eric Tsang : Fattie
- Suzanna Valentino
- Sue Wang : Juliette
- Raymond Wong Pak-ming : le prêtre